# Edvald Boasson Hagen
Edvald Boasson Hagen (Rudsbygd, 17 maggio 1987) è un ex ciclista su strada norvegese professionista dal 2008 al 2024, ha vinto una tappa al Giro d'Italia, tre tappe al Tour de France, la Gand-Wevelgem 2009, la Classica di Amburgo 2011, il Grand Prix de Ouest-France 2012 e due edizioni dell'Eneco Tour.

## Carriera

### Gli esordi
Attivo già nello sci di fondo, comincia a gareggiare su mountain bike all'età di nove anni; a quindici passa al ciclismo su strada. Da Under-23 consegue numerosi successi di rilievo, tra cui tre tappe al Tour de l'Avenir nel 2006, due tappe al Tour de Bretagne 2007 e due frazioni e la classifica finale della Parigi-Corrèze sempre nel 2007.

### 2008-2009: Team High Road/Columbia
Passa professionista nel 2008 con il Team High Road, ex T-Mobile, dopo aver firmato un contratto biennale già nel maggio precedente; in quell'anno vince una tappa al Critérium International, una tappa all'Eneco Tour e tre al Tour of Britain, portando a trenta il totale dei successi nel triennio 2006-2008.
Agli inizi del 2009 si mette in luce al Challenge de Mallorca, conseguendo due secondi posti nel Trofeo Bunyola e nel Trofeo Calviá. L'8 aprile ottiene la prima grande vittoria, battendo in una volata a due il bielorusso Aljaksandr Kučynski e aggiudicandosi la 70ª edizione della Gand-Wevelgem. Nello stesso anno vince la settima tappa del Giro d'Italia (Innsbruck-Chiavenna), dopo essersi classificato secondo nella frazione precedente. Tra agosto e settembre si aggiudica infine due tappe al Tour de Pologne, altre due e la classifica generale all'Eneco Tour e altre quattro più la generale al Tour of Britain.

### 2010-2014: Team Sky
Per l'anno 2010 si trasferisce al neonato Team Sky. Apre la stagione in Medio Oriente vincendo due volate al Tour of Oman, e in tale occasione Eddy Merckx commenta: «Penso sia il miglior giovane nel panorama ciclistico odierno. Sono molto impressionato». Si aggiudica quindi la tappa di San Benedetto del Tronto alla Tirreno-Adriatico, mentre alla Milano-Sanremo rimedia un'infiammazione al tendine d'Achille che lo costringe a saltare, nonostante le grandi attese, le altre classiche di primavera. Tornato alle corse, tra giugno e luglio fa suoi una tappa al Critérium du Dauphiné, nonché il quarto titolo nazionale a cronometro consecutivo; partecipa quindi per la prima volta al Tour de France classificandosi terzo nella quinta e nella sesta frazione.
Il 7 luglio 2011 vince la sua prima tappa al Tour de France, battendo Matthew Goss e Thor Hushovd, rispettivamente secondo e terzo. Il 20 luglio ottiene il suo secondo successo alla Grande Boucle nella diciassettesima tappa con arrivo a Pinerolo, staccando tutti sull'erta di Pra Martino e arrivando solo sul traguardo.
All'inizio del 2012 fa sua la seconda frazione della Volta ao Algarve e la terza tappa della Tirreno-Adriatico. Nel mese di giugno dello stesso anno s'impone per la prima volta nel campionato nazionale in linea, mentre ad agosto trionfa in Francia nel Grand Prix de Ouest-France. Nel biennio 2013-2014, passa la maggior parte del tempo seguendo l'ombra dei capitani dei Grandi Giri, non riuscendo quindi a brillare perché legato appunto a compiti di gregariato. Riesce comunque a far sua una tappa al Critérium du Dauphiné 2013.

### 2015-2020: MTN/Dimension Data/NTT
In seguito alle prestazioni sottotono, per la stagione 2015 Boasson Hagen decide di fare un passo indietro, scendendo nella categoria Professional per rilanciare la propria carriera nella formazione sudafricana MTN-Qhubeka.

## Palmarès
- 2004 (Juniores)

Campionati norvegesi, Prova in linea junior
- 2005 (Juniores)

3ª tappa, 2ª tappa Corsa della Pace Juniores (Roudnice > Roudnice)
Campionati norvegesi, Prova in linea junior
Campionati norvegesi, Prova a cronometro junior
1ª tappa Internationale Niedersachsen-Rundfahrt der Junioren (Wallenhorst > Wallenhorst)
2ª tappa Keizer der Juniores
- 2006 (Team Maxbo-Bianchi, Under 23)

4ª tappa Rhône-Alpes Isère Tour (Saint-Quentin-Fallavier > La Verpillière)
1ª tappa Internationale Thüringen Rundfahrt (Waltershausen > Bad Berka)
6ª tappa Internationale Thüringen Rundfahrt (Streufdorf/Straufhain > Waltershausen)
3ª tappa Ringerike Grand Prix (Hønefoss > Ringerike)
Scandinavian Open Road Race
2ª tappa Tour de l'Avenir (Charleroi > Mont-Saint-Martin)
5ª tappa Tour de l'Avenir (Metz > Nancy)
7ª tappa Tour de l'Avenir (La Bresse > Ornans)
- 2007 (Team Maxbo-Bianchi, Under 23)

Prologo Istrian Spring Trophy (Pisino > Pisino, cronometro)
Classifica generale Istrian Spring Trophy
8ª tappa Tour de Normandie (Bagnoles-de-l'Orne > Caen)
1ª tappa Tour de Bretagne (Saint-Malo > Cancale)
6ª tappa Tour de Bretagne (Ploeren > Josselin)
1ª tappa Ringerike Grand Prix (Beitostølen > Beitostølen)
2ª tappa Ringerike Grand Prix (Fagernes > Steinsåsen)
3ª tappa Ringerike Grand Prix (Hønefoss > Kleivstua)
5ª tappa Ringerike Grand Prix (Hønefoss > Hønefoss)
Classifica generale Ringerike Grand Prix
Campionati norvegesi, Prova a cronometro
1ª tappa Parigi-Corrèze (Saint-Amand-Montrond > Saint-Léonard-de-Noblat)
2ª tappa Parigi-Corrèze (Vigeois > Chaumeil)
Classifica generale Parigi-Corrèze
4ª tappa Tour of Ireland (Galway > Galway)
- 2008 (Team High Road/Team Columbia, sette vittorie)

3ª tappa Critérium International (Charleville-Mézières > Charleville-Mézières, cronometro)
Grand Prix de Denain
Campionati norvegesi, Prova a cronometro
6ª tappa Eneco Tour (Maldegem > Bruxelles)
4ª tappa Tour of Britain (Worcester > Stoke-on-Trent)
5ª tappa Tour of Britain (Kingston upon Hull > Dalby Forest)
7ª tappa Tour of Britain (Glasgow > Castello di Drumlanrig)
- 2009 (Team High Road/Team Columbia, tredici vittorie)

Gand-Wevelgem
7ª tappa Giro d'Italia (Innsbruck > Chiavenna)
Campionati norvegesi, Prova a cronometro
4ª tappa Giro di Polonia  (Nałęczów > Rzeszów)
6ª tappa Giro di Polonia  (Krościenko nad Dunajcem > Zakopane)
6ª tappa Eneco Tour (Genk > Roermond)
7ª tappa Eneco Tour (Amersfoort > Amersfoort)
Classifica generale Eneco Tour
3ª tappa Tour of Britain (Peebles > Gretna Green)
4ª tappa Tour of Britain (Blackpool > Blackpool)
5ª tappa Tour of Britain (Stoke-on-Trent > Stoke-on-Trent)
6ª tappa Tour of Britain (Frome > Bideford)
Classifica generale Tour of Britain
- 2010 (Sky Professional Cycling Team, sei vittorie)

3ª tappa Tour of Oman (Saifat Ash Shiekh > Qurayyat)
6ª tappa Tour of Oman (Al Jissah > Muscat Corniche, cronometro)
7ª tappa Tirreno-Adriatico (Civitanova Marche > San Benedetto del Tronto)
7ª tappa Critérium du Dauphiné (Allevard > Sallanches)
Campionati norvegesi, Prova a cronometro
Dutch Food Valley Classic
- 2011 (Sky Procycling, sette vittorie)

1ª tappa Bayern Rundfahrt (Pfarrkirchen > Freystadt)
Campionati norvegesi, Prova a cronometro
6ª tappa Tour de France (Dinan > Lisieux)
17ª tappa Tour de France (Gap > Pinerolo)
6ª tappa Eneco Tour (Sittard > Geleen)
Classifica generale Eneco Tour
Classica di Amburgo
- 2012 (Sky Procycling, sette vittorie)

2ª tappa Volta ao Algarve (Faro > Lagoa)
3ª tappa Tirreno-Adriatico (Indicatore > Terni)
4ª tappa Tour of Norway (Hamar > Lillehammer)
Classifica generale Tour of Norway
3ª tappa Critérium du Dauphiné (Givors > La Clayette)
Campionati norvegesi, Prova in linea
Grand Prix de Ouest-France
- 2013 (Sky Procycling, quattro vittorie)

4ª tappa Tour of Norway (Brumunddal > Lillehammer)
Classifica generale Tour of Norway
3ª tappa Critérium du Dauphiné (Ambérieu-en-Bugey > Tarare)
Campionati norvegesi, Prova a cronometro
- 2015 (MTN-Qhubeka, cinque vittorie)

5ª tappa Tour des Fjords (Hinna Park > Stavanger)
Campionati norvegesi, Prova in linea
Campionati norvegesi, Prova a cronometro
2ª tappa Giro di Danimarca (Ringkøbing > Aarhus)
Classifica generale Tour of Britain
- 2016 (Dimension Data, nove vittorie)

3ª tappa Tour of Qatar (Lusail > Lusail)
2ª tappa Tour of Oman (Omantel Head Office > Qurayyat)
5ª tappa Tour of Oman (Yiti > Ministry of Tourism)
4ª tappa Tour of Norway (Flå > Hønefoss Airport, Eggemoen)
5ª tappa Tour of Norway (Drøbak > Sarpsborg)
4ª tappa Critérium du Dauphiné (Tain-l'Hermitage > Belley)
Campionati norvegesi, Prova in linea
Campionati norvegesi, Prova a cronometro
7ª tappa Eneco Tour (Bornem > Geraardsbergen)
- 2017 (Dimension Data, dieci vittorie)

1ª tappa Tour of Norway (Hønefoss > Asker)
5ª tappa Tour of Norway (Moss > Oslo)
Classifica generale Tour of Norway
3ª tappa Tour des Fjords (Odda > Kopervik)
4ª tappa Tour des Fjords (Stavanger > Sandnes)
5ª tappa Tour des Fjords (Hinna Park > Stavanger)
Classifica generale Tour des Fjords
Campionati norvegesi, Prova a cronometro
19ª tappa Tour de France (Embrun > Salon-de-Provence)
8ª tappa Tour of Britain (Worcester > Cardiff)
- 2018 (Dimension Data, due vittorie)

2ª tappa Tour of Norway (Hønefoss > Asker)
Campionati norvegesi, Prova a cronometro
- 2019 (Dimension Data, tre vittorie)

1ª tappa Volta a la Comunitat Valenciana (Orihuela > Orihuela, cronometro)
3ª tappa Tour of Norway (Lyngdal > Kristiansand)
1ª tappa Critérium du Dauphiné (Aurillac > Jussac)

### Altri successi
- 2004 (Juniores)

Classifica scalatori Grand Prix Général Patton
- 2006 (Team Maxbo - Bianchi, Under 23)

Classifica a punti Rhône-Alpes Isère Tour
Classifica giovani Rhône-Alpes Isère Tour
Classifica scalatori Ringerike Grand Prix
Classifica giovani Ringerike Grand Prix
Classifica giovani Internationale Thüringen Rundfahrt
- 2007 (Team Maxbo-Bianchi, Under 23)

Classifica a punti Parigi-Corrèze
Classifica giovani Parigi-Corrèze
Classifica giovani Ringerike GP
- 2008 (Team High Road/Team Columbia)

Classifica sprint Tour of Britain
- 2009 (Team High Road/Team Columbia)

1ª tappa Giro d'Italia (Lido di Venezia, Cronosquadre)
Sandefjord Grand Prix (Criterium)
Classifica a punti Eneco Tour
Classifica a punti Tour of Britain
- 2010 (Sky Professional Cycling Team)

1ª tappa Tour of Qatar (West Bay Lagoon > West Bay Lagoon, cronosquadre)
Classifica giovani Tour of Oman
Classifica a punti Tour of Oman
Classifica a punti Eneco Tour
Oslo Grand Prix (Criterium)
- 2011 (Sky Professional Cycling Team)

Classifica a punti Tour of Oman
Classifica a punti Bayern Rundfahrt
Classifica giovani Eneco Tour
Classifica a punti Eneco Tour
Sandefjord Grand Prix (Criterium)
- 2012 (Sky Professional Cycling Team)

Classifica a punti Tour Down Under
Classifica a punti Tour of Norway
Classifica giovani Tour of Norway
Classifica a punti Volta ao Algarve
Classifica a punti Tour of Beijing
- 2013 (Sky Professional Cycling Team)

Classifica a punti Tour of Norway
- 2016 (Dimension Data)

Classifica a punti Tour of Oman
Classifica a punti Critérium du Dauphiné
- 2017 (Dimension Data)

Classifica a punti Tour of Norway
Classifica a punti Tour des Fjords

## Piazzamenti

### Grandi Giri
- Giro d'Italia

2009: 78º
2014: non partito (16ª tappa)
- Tour de France

2010: 113º
2011: 53º
2012: 56º
2013: non partito (13ª tappa)
2015: 82º
2016: 109º
2017: 78º
2018: 84º
2019: 76º
2020: 101º
2021: fuori tempo massimo (15ª tappa)
2022: 57º
2023: 100º
- Vuelta a España

2013: 84º
2019: 96º

### Classiche monumento
- Milano-Sanremo

2009: 93º
2010: 106º
2011: 30º
2012: 25º
2013: ritirato
2014: 29º
2015: 10º
2016: 26º
2017: 19º
2018: 16º
2020: 100º
2021: 137º
2022: 81º
2024: 97º
- Giro delle Fiandre

2009: 66º
2011: 40º
2012: 19º
2013: 17º
2014: 22º
2016: 23º
2017: 22º
2018: 19º
2019: 32º
2020: 52º
2021: 84º
2022: ritirato
2023: ritirato
2024: ritirato
- Parigi-Roubaix

2009: 62º
2012: 42º
2013: 47º
2014: 21º
2016: 5º
2017: 64º
2018: 34º
2019: 45º
2021: 30º
2022: 38º
2023: 126º
2024: 77º
- Liegi-Bastogne-Liegi

2008: 127º
- Giro di Lombardia

2010: ritirato
2016: ritirato

### Competizioni mondiali
- Campionati del mondo

Verona 2004 - Cronometro Juniores: 14º
Verona 2004 - In linea Juniores: 23º
Vienna 2005 - Cronometro Juniores: 6º
Vienna 2005 - In linea Juniores: 12º
Salisburgo 2006 - Cronometro Under-23: 5º
Salisburgo 2006 - In linea Under-23: 9º
Stoccarda 2007 - Cronometro Under-23: 6º
Stoccarda 2007 - In linea Under-23: 56º
Varese 2008 - Cronometro Elite: 21º
Varese 2008 - In linea Elite: ritirato
Mendrisio 2009 - Cronometro Elite: 27º
Mendrisio 2009 - In linea Elite: 60º
Melbourne 2010 - In linea Elite: ritirato
Copenaghen 2011 - In linea Elite: 8º
Limburgo 2012 - Cronosquadre: 9º
Limburgo 2012 - In linea Elite: 2º
Toscana 2013 - Cronosquadre: 3º
Toscana 2013 - In linea Elite: 20º
Ponferrada 2014 - In linea Elite: 28º
Richmond 2015 - In linea Elite: 20º
Doha 2016 - Cronometro Elite: 39º
Doha 2016 - In linea Elite: 6º
Bergen 2017 - Cronometro Elite: 17º
Bergen 2017 - In linea Elite: 30º
Innsbruck 2018 - In linea Elite: ritirato
Yorkshire 2019 - In linea Elite: ritirato
Glasgow 2023 - In linea Elite: ritirato
- Giochi olimpici

Pechino 2008 - In linea: 70º
Londra 2012 - In linea: ritirato
Londra 2012 - Cronometro: 13º
Rio de Janeiro 2016 - In linea: ritirato
Rio de Janeiro 2016 - Cronometro: 30º

### Competizioni europee
- Campionati europei

Valkenburg 2006 - Cronometro Under-23: 15°
Valkenburg 2006 - In linea Under-23: 72°
Herning 2017 - Cronometro Elite: 7°
Herning 2017 - In linea Elite: 44°

## Riconoscimenti
- Ciclista dell'anno per l'Associazione Veterani del Ciclismo nel 2007
- Trofeo del Re nel 2008